# Ochraethes litura
Ochraethes litura là một loài bọ cánh cứng trong họ Cerambycidae.